# سیمور تاپینگ
سیمور تاپینگ (انگلیسی: Seymour Topping; زاده ۱۱ دسامبر ۱۹۲۱ – درگذشته ۸ نوامبر ۲۰۲۰) خبرنگار مشهور آمریکایی، مؤلف و استاد دانشگاه بود. وی خبرنگار سرویس بین‌المللی اخبار آسوشیتد پرس بود و بعداً برای نیویورک تایمز وقایع پر مخاطره در طول جنگ داخلی چین، جنگ اول هندوچین و عقب‌نشینی آمریکایی‌ها از ویتنام، کامبوج و لائوس را در روایتی پر پیچ و خم مستند ساخت. تاپینگ تجربیات خارق‌العاده‌ای که از مبارزات شرق و غرب آسیا و اروپای شرقی طی ۱۹۶۹ تا ۱۹۸۶ به دست آورده بود را در کتابی بنام «خطوط مقدم جنگ سرد» منتشر کرد.
تاپینگ دومین سردبیر ارشد نیویورک تایمز بود. او در زمان مرگ، به لحاظ شناخته‌شدگی استاد برجسته روزنامه‌نگاری در دانشگاه کلمبیا در سانپائولو بود. تاپینگ همچنین طی سال‌های ۱۹۹۳ تا ۲۰۰۲ به عنوان مدیر توزیع جایزه پولیتزر خدمت کرد.

## اوایل زندگی
تاپینگ در ۱۱ دسامبر۱۹۲۱ در منطقه هارلم با نام اولیه سیمور تاپولسگی متولد شد. پدرش جوزف و مادرش آنا (سیدمن) مهاجران یهودی اهل روسیه بودند. وی در منطقه کوئینز و برانکس بزرگ شد و در سال ۱۹۳۹ از دبیرستان کودکان اواندرز در منطقه برانکس فارغ‌التحصیل شد. تاپینگ در ۱۹۴۳ مدرک کارشناسی خود را در رشته روزنامه‌نگاری از دانشگاه میزوری دریافت کرد.

## زندگی حرفه‌ای

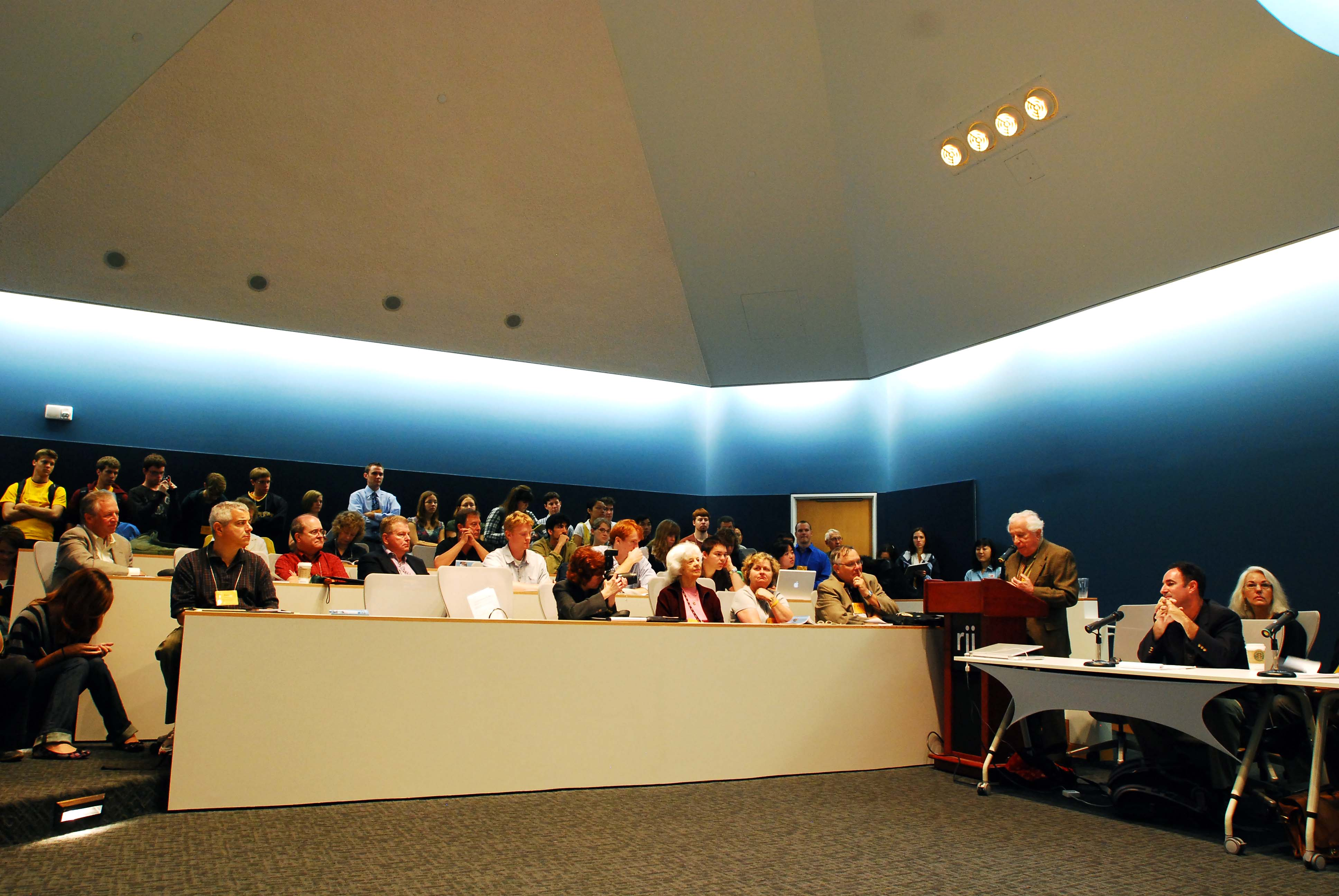
سیمور تاپینگ از مؤسسه روزنامه‌نگاری رینولدز - میزوری- سپتامبر ۲۰۰۸

تاپینگ عضو افسران ذخیره سپاه آموزش (نیروی زمینی ایالات متحده آمریکا) بود. او در اواخر جنگ جهانی دوم به عنوان افسر پیاده‌نظام در اقیانوس آرام و در فیلیپین خدمت کرد. پس از سپری کردن دوران ارتش، وی به سرویس خبری بین‌المللی آسوشیتد پرس در مانیل پیوست و به عنوان گزارشگر جنگ‌های داخلی چین منصوب شد. تاپینگ قبل از پیوستن به سرویس خبری بین‌المللی آسوشیتد پرس از پکن و دژ ینان مائو تسه‌تونگ در نانجینگ و چیانگ کای-سای گزارش‌هایی تهیه کرده بود. در ۱۹۴۸ به عنوان خبرنگار خارجی به عضویت آسوشیتد پرس در چین و جنوب شرقی آسیا درآمد. در ۱۹۴۹ حین تهیه گزارش از جنگ داخلی چین هنگام عبور از خطوط ناسیونالیستی، توسط چریک‌های کمونیست در نانجینگ اسیر شد و به‌دنبال غلبه نیروهای ملی‌گرا آزاد گردید. تاپینگ به مدت سه سال جنگ داخلی چین را پوشش داد و طی این‌مدت اغلب با فرماندهان ناسیونالیست و کمونیست در مناطق جنگی مصاحبه می‌کرد. در دهه ۱۹۵۰ تاپینگ دفتر آسوشیتد پرس را در سایگون (هوشی‌مین (شهر) فعلی) باز کرد و به تهیه گزارش از جنگ کره پرداخت. تاپینگ اولین خبرنگار ایالات متحده از جنگ جهانی دوم در ویتنام بود. وی طی این دوران جنگ استعمار فرانسه علیه نیروهای کمونیست به رهبری هو شی مین را گزارش کرد. تاپینگ تنها خبرنگار جبهه در طول نبرد سرنوشت‌ساز چین در هوی‌های بود که پیروزی مائو را در این جنگ تثبیت کرد، بعداً تاپینگ نام خود را به‌طور انحصاری به عنوان نخستین روزنامه‌نگاری که سقوط پایتخت را گزارش کرد به ثبت داد. در ۱۹۵۱ جان اف. کندی که در آن زمان یک نماینده جوان کنگره برای ارزیابی واقعیت‌ها در سایگون بود، برای بریف شدن تاپینگ را پیدا کرد. تاپینگ پس از آن از جانب نیویورک تایمز به عنوان گزارشگر ویژه در لندن، سپس غرب برلین و بعد مسکو و هنگ کنگ منصوب شد. در آن سال‌ها وی از مداخلات چین در جنگ کره، از انقلاب فرهنگی چین، از شکاف رهبر چین با نیکیتا خروشچف و از جنگ ویتنام آمریکا و نسل‌کشی در کامبوج و اندونزی گزارش تهیه کرد. او همچنین با فیدل کاسترو در هاوانا مصاحبه کرد. تاپینگ در ۱۹۴۸ با آدری راننینگ دختر سفیر کانادا در چین ازدواج کرد. این زوج در سفرهای خود بزرگ‌ترین داستان‌های قرن را از آسیا تا اروپای شرقی در گزارش خود منعکس کرده و تجارب زیادی از وقایع دوران جنگ سرد به دست آوردند.
در ۱۹۹۳، تاپینگ از نیویورک تایمز کناره‌گیری کرد و به‌طور افتخاری و بدون رای‌گیری به‌عنوان دبیر و مدیر توزیع جایزه پولیتزر منصوب شد. وی تا ۲۰۰۲ در این سمت خدمت کرد. تاپینگ از ۱۹۹۴ تا زمان بازنشستگی‌اش در ۲۰۰۲ به تدریس تحصیلات عالی روزنامه‌نگاری در دانشگاه کلمبیا و همچنین به عنوان استاد روزنامه‌نگاری بین‌المللی در سن پائولو تدریس کرد.
تاپینگ از جمله در سمت رئیس استادان برجسته دانشگاه کلمبیا، رئیس انجمن سردبیران روزنامه‌های آمریکا (۱۹۹۳–۱۹۹۲)، رئیس هیئت مشاوره بین‌المللی دانشکده روزنامه‌نگاری و رئیس دانشکده در دانشگاه چینهوا خدمت کرد. وی عضو کمیته ارتباطات بین‌المللی انجمن ویرایشگران آمریکا و همچنین عضو کمیته ملی روابط ایالات متحده و چین در شورای روابط خارجی و عضو انجمن آسیا و انجمن قرن بود. رابرت مک فادن، روزنامه‌نگار نیویورک تایمز در خصوص تاپینگ اظهار داشت که وی «یکی از خبره‌ترین خبرنگاران خارجی نسل خود بود، وی رهبری اتاق خبر نیویورک تایمز را که تحت سردبیر مشهور آن ا.ام. روزنتال بود، برعهده داشت.» جان دانیشوسکی سردبیر ارشد آسوشیتد پرس تاپینگ را «خبرنگار ویژه نسل خود در آسوشیتد پرس و نیویورک تایمز» توصیف کرد.

## زندگی شخصی
تاپینگ در ۱۰ نوامبر ۱۹۴۸ با آدری رانینگ، یک عکاس خبرنگارِ مستندساز و نویسنده (که دختر دیپلمات کانادایی، چستر رانینگ بود) ازدواج کرد. آنها صاحب پنج فرزند شدند. وی از ۱۹۶۷ تا زمان مرگ در اسکارس‌دیل، نیویورک زندگی می‌کرد. یکی از دختران آن‌ها، سوزان در اکتبر سال ۲۰۱۵ براثر ابتلا به سرطان درگذشت.
تاپینگ در ۸ نوامبر سال ۲۰۲۰ در وایت پلینز، نیویورک بر اثر سکته مغزی در سن ۹۸ سالگی درگذشت.

## فهرست کتاب‌ها
تالیفات تاپینگ به شرح زیر است:
- کتاب در خطوط مقدم جنگ سرد: مجله خبرنگار آمریکایی از جنگ داخلی چین تا بحران موشکی کوبا و ویتنام (۲۰۱۰). بتن‌روژ: انتشارات دانشگاه ایالتی لوئیزیانا. شابک ‎۹۷۸۰۸۰۷۱۳۷۳۰۷[۵]
- Journey Between Two Chinas (1972). New York: Harper & Row. شابک ‎۹۷۸۰۰۶۰۱۴۳۲۹۹[۶]
- The Peking Letter: A Novel of the Chinese Civil War (1999) New York: PublicAffairs. شابک ‎۹۷۸۱۸۹۱۶۲۰۳۵۵[۷]
- Fatal Crossroads: A Novel of Vietnam 1945 (based partly on the experiences of OSS officer A. Peter Dewey) (2005) White Plains: Signature Books. شابک ‎۹۷۸−۱۸۹۱۹۳۶۶۹۲[۸]

Articles by Topping and his wife were included in The New York Times Report from Red China (New York: Quadrangle Books, 1971).